# Castilleja flava
Castilleja flava là loài thực vật có hoa thuộc họ Cỏ chổi. Loài này được S.Watson mô tả khoa học đầu tiên năm 1871.